# Trận chiến sân bay Henderson
Trận chiến sân bay Henderson, hay còn được bên Nhật Bản gọi là trận Lunga Point, là trận đánh diễn ra từ ngày 23 tháng 10 đến ngày 26 tháng 10 năm 1942 tại Guadalcanal thuộc quần đảo Solomon. Trận đánh này diễn ra ở cả trên bộ, trên biển và trên không giữa Lục quân và Hải quân Đế quốc Nhật Bản với quân Đồng Minh (chủ yếu là Thủy quân lục chiến Hoa Kỳ và Lục quân Hoa Kỳ). Trận đánh này là một trong ba cuộc tấn công lớn của lục quân Nhật tại Guadalcanal.
Kết quả của trận đánh là nhiều cuộc tấn công của Quân đoàn 17 Lục quân Nhật Bản kéo dài trong ba ngày do trung tướng Harukichi Hyakutake chỉ huy đã bị lực lượng thủy quân lục chiến của thiếu tướng Alexander Vandegrift đẩy lùi với thương vong rất lớn của quân Nhật. Lực lượng Hoa Kỳ đã bảo vệ thành công phòng tuyến Lunga, vành đai bảo vệ sân bay Henderson tại Guadalcanal trong khi các máy bay của họ xuất phát từ chính sân bay này cũng đã tấn công các lực lượng hải quân và không quân Nhật.
Trận đánh này là cuộc tấn công trên bộ cuối cùng của quân Nhật tại Guadalcanal. Sau khi nỗ lực tăng thêm quân của người Nhật thất bại trong trận Hải chiến Guadalcanal vào tháng 11 năm 1942, quân Nhật xem như đã bị đánh bại và cuối cùng đã rút lui khỏi hòn đảo vào tháng 2 năm 1943.

## Hoàn cảnh trận đánh

### Chiến dịch Guadalcanal
Ngày 7 tháng 8 năm 1942, lực lượng Đồng Minh (chủ yếu là Hoa Kỳ) đã đổ bộ lên Guadalcanal, Tulagi và nhóm đảo Nggela (thường được gọi là nhóm đảo Florida) thuộc quần đảo Solomon. Cuộc đổ bộ này nhằm mục đích đập tan kế hoạch của người Nhật biến quần đảo này thành căn cứ đe dọa tuyến đường vận tải giữa Úc và Hoa Kỳ, đồng thời cũng chiếm luôn quần đảo để làm nơi xuất phát cho các chiến dịch cô lập căn cứ chính của hải quân Nhật là Rabaul và yểm trợ cho quân Đồng Minh trong Chiến dịch New Guinea. Cuộc đổ bộ này đã chính thức mở đầu cho Chiến dịch Guadalcanal kéo dài 6 tháng sau đó.
Lợi dụng sự kinh ngạc của quân Nhật, quân Đồng Minh đã hoàn thành cuộc đổ bộ và chiếm được Tulagi cùng một số hòn đảo nhỏ phụ cận cũng như một sân bay đang xây dựng dở tại Lunga Point thuộc Guadalcanal. Công việc hoàn tất sân bay được tiến hành ngay lập tức, chủ yếu bằng các thiết bị chiếm được của quân Nhật. Vào ngày 12 tháng 8, sân bay được đặt tên là Henderson theo tên của một phi công Thủy quân Lục chiến, Lofton R. Henderson, hy sinh trong Trận Midway. Đến ngày 18 tháng 8, sân bay sẵn sàng hoạt động và lực lượng không quân xuất kích từ sân bay mang tên "Không lực Cactus" (CAF) theo tên mã của Đồng minh cho chiến dịch Guadalcanal. Để bảo vệ sân bay, thủy quân lục chiến Mỹ đã thiết lập một vành đai phòng thủ quanh Lunga Point.
Phản ứng lại việc Đồng Minh đổ bộ lên Guadalcanal, Bộ Tổng Tư lệnh Đế quốc Nhật Bản giao cho Quân đoàn 17 đặt căn cứ tại Rabaul dưới quyền chỉ huy của Trung tướng Harukichi Hyakutake, nhiệm vụ tái chiếm Guadalcanal. Quân đoàn này được sự hỗ trợ của các đơn vị Hải quân Nhật, kể cả Hạm đội Liên hợp dưới quyền chỉ huy của Đô đốc Isoroku Yamamoto, đặt căn cứ tại Truk. Bắt đầu từ ngày 19 tháng 8, nhiều đơn vị của quân đoàn 17 bắt đầu đổ bộ lên Guadalcanal với mục tiêu đánh bật quân Đồng minh ra khỏi hòn đảo.

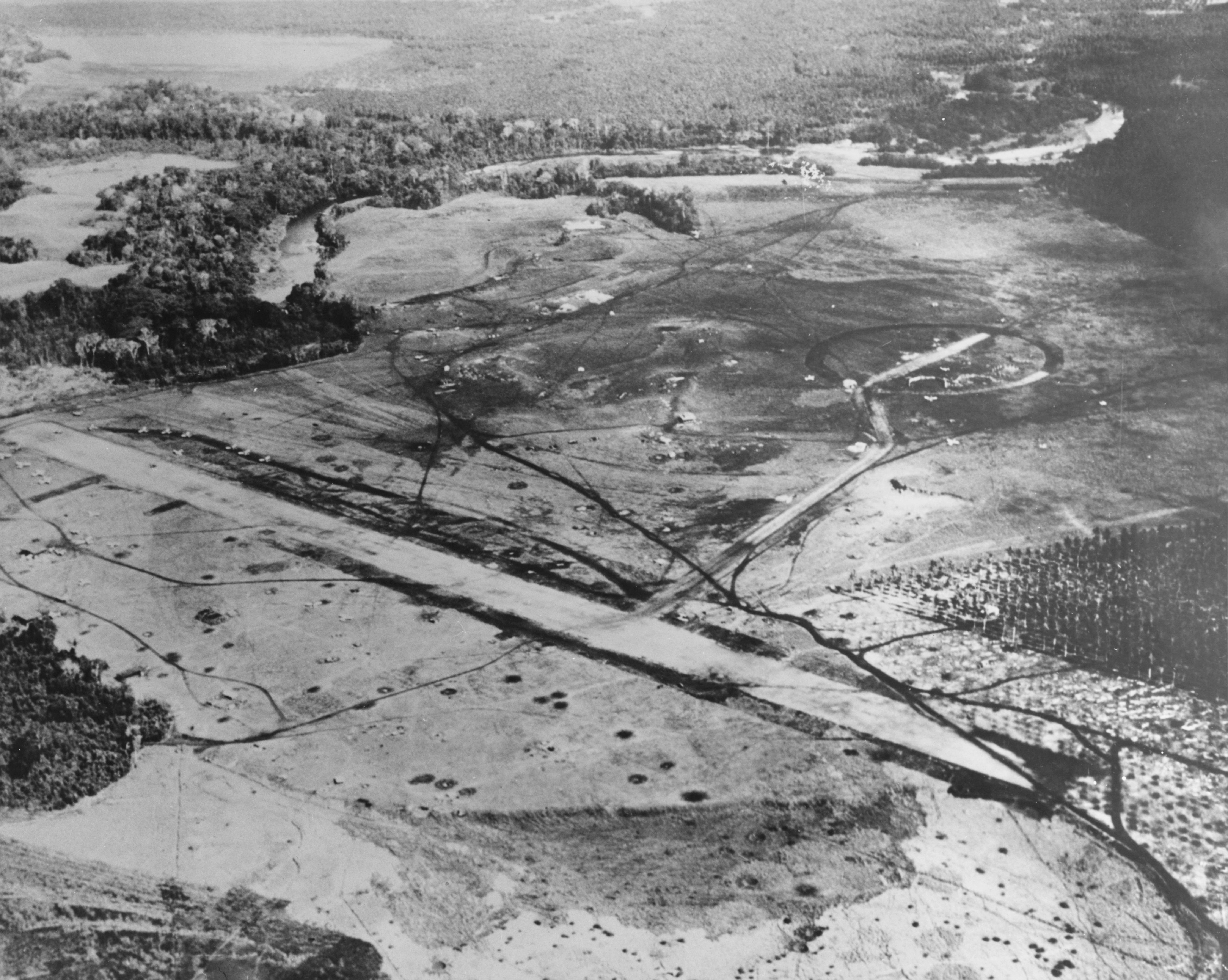
Ảnh chụp sân bay Henderson tại Guadalcanal vào đầu tháng 8 năm 1942, một thời gian ngắn sau khi Đồng Minh bắt đầu cho nó hoạt động.

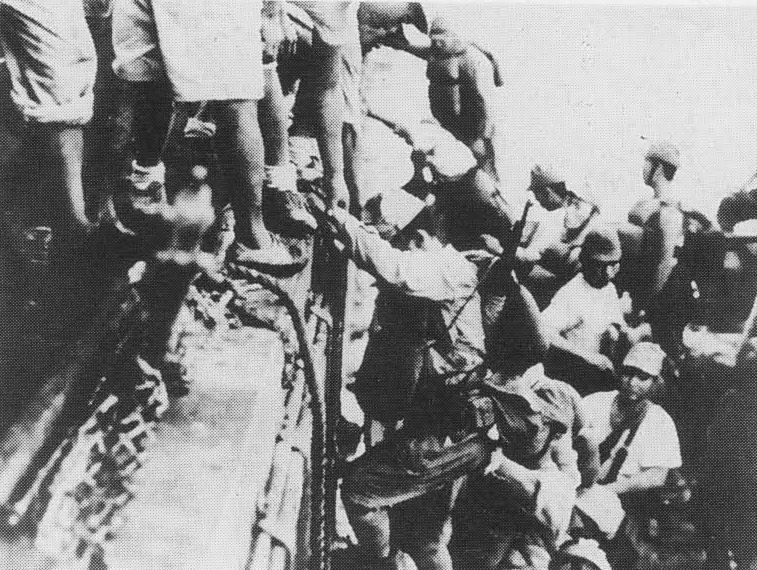
Binh sĩ Nhật đang lên tàu khu trục cho một chuyến đi "Tốc hành Tokyo" đến Guadalcanal

Bởi vì mối đe dọa từ các máy bay ở sân bay Henderson, quân Nhật đã không thể sử dụng những chuyển vận hạm to lớn, chậm chạp để vận chuyển lính và hàng tiếp liệu đến hòn đảo. Do đó, quân Nhật đã phải sử dụng các chiến hạm tại Rabaul và quần đảo Shortland để đưa lính đến Guadalcanal. Các chiến hạm Nhật Bản, chủ yếu là tuần dương hạm hạng nhẹ và khu trục hạm thuộc Hạm đội 8 của phó đô đốc Gunichi Mikawa, thực hiện chuyến đi khứ hồi dọc theo "khe" (eo biển New Georgia) đến Guadalcanal trong một đêm trong suốt thời gian chiến dịch, tối thiểu khả năng phơi ra trước các cuộc không kích Đồng Minh. Tuy nhiên, việc vận chuyển lực lượng như vậy ngăn trở việc mang theo đến Guadalcanal hầu hết các trang bị nặng và tiếp liệu của binh sĩ, bao gồm pháo hạng nặng, xe cộ cũng như nhiều lương thực và đạn dược. Thêm vào đó, hoạt động này trói chân các khu trục hạm Nhật vốn đang rất cần thiết trong vai trò hộ tống tàu buôn. Chúng được lực lượng Đồng Minh biết đến như là những chuyến "Tốc hành Tokyo" trong khi quân Nhật đặt tên cho nó là "Chuyên chở chuột" (Rat Transportation).
Nỗ lực đầu tiên của quân Nhật tái chiếm sân bay Henderson là cuộc tấn công của 917 lính Nhật do đại tá Kiyonao Ichiki chỉ huy trong trận Tenaru vào ngày 21 tháng 8 năm 1942 với kết quả chỉ còn 128 lính Nhật sống sót và đại tá Ichiki cũng tử trận. Nỗ lực tiếp theo đến sau đó vào ngày 12 đến ngày 14 tháng 9, khi lần này 6.000 lính Nhật do thiếu tướng Kiyotake Kawaguchi chỉ huy tiếp tục bị đánh bại trong Trận chiến đồi Edson. Sau khi bị đánh bại tại đồi Edson, Kawaguchi và tàn quân Nhật đã tập trung lại ở phía tây sông Matanikau thuộc Guadalcanal.
Tướng Hyakutake ngay lập tức chuẩn bị cho một cuộc tấn công khác nhằm chiếm sân bay Henderson. Hải quân Nhật hứa sẽ yểm trợ cho cuộc tấn công bằng cách vận chuyển lính, vũ khí và hàng tiếp liệu đến hòn đảo đồng thời cho các chiến hạm pháo kích sân bay. Trong khi quân Nhật đang tổ chức lại lực lượng, quân Mỹ tập trung vào việc củng cố phòng tuyến Lunga. Ngày 18 tháng 9, đoàn chuyển vạn hạm của Đồng minh đã đưa thêm 4.157 quân thuộc Trung đoàn 7 Thủy quân Lục chiến đến Guadalcanal. Trung đoàn này là một phần của Lữ đoàn 3 từ nhiệm vụ đồn trú ở Samoa. Lực lượng tăng viện này theo lệnh của Vandegrift bắt đầu từ ngày 19 tháng 8 đã thiết lập một phòng tuyến liên tục bao quanh vành đai Lunga.

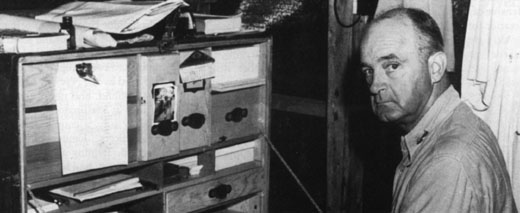
Tướng Mỹ Vandegrift tại lều chỉ huy ở Guadalcanal

Tướng Vandegrift và ban tham mưu nhận ra quân của Kawaguchi đã rút về phía tây sông Matanikau và một số lớn các nhóm quân Nhật bị tụt lại phía sau rải rác dọc theo khu vực giữa vành đai Lunga và sông Matanikau. Vandegrift do đó đã quyết định cho tiến hành nhiều cuộc hành quân quanh thung lũng Matanikau. Cuộc tấn công đầu tiên của Thủy quân lục chiến Hoa Kỳ vào quân Nhật ở phía tây sông Matanikau diễn ra từ ngày 23 đến ngày 27 tháng 9 năm 1942 bởi các đơn vị thuộc ba tiểu đoàn, đã bị quân của tướng Kawaguchi do đại tá Akinosuke Oka chỉ huy đẩy lùi. Cuộc tấn công thứ hai từ ngày 6 đến 9 tháng 10, một lực lượng quân Mỹ lớn hơn đã vượt sông Matanikau thành công, tấn công số quân Nhật thuộc Sư đoàn 2 vừa mới đổ bộ dưới sự chỉ huy của tướng Masao Maruyama và Yumio Nasu, làm thiệt hại nặng Trung đoàn 4 Lục quân Nhật. Kết quả là quân Nhật phải rút về vị trí phía đông Matanikau.
Trong thời gian chờ đợi, thiếu tướng Millard F. Harmon, chỉ huy trưởng Lục quân Hoa Kỳ ở Nam Thái Bình Dương, thuyết phục Phó đô đốc Robert L. Ghormley, chỉ huy các lực lượng Đồng minh ở Nam Thái Bình Dương rằng lực lượng thủy quân lục chiến Hoa Kỳ ở Guadalcanal cần phải được tăng viện mới có thể bảo vệ được hòn đảo trước đợt tấn công kế tiếp của quân Nhật. Do đó vào ngày 13 tháng 10, một đoàn chuyển vận hạm tiếp tục đưa thêm 2.837 lính thuộc Trung đoàn Bộ binh 164, Vệ binh Quốc gia North Dakota, là một phần của Sư đoàn Americal, đến Guadalcanal.
Về phía hải quân Nhật, các chiến hạm của đô đốc Mikawa vẫn tiếp tục đưa thêm lính và hàng tiếp liệu vào ban đêm đến Guadalcanal. Từ ngày 1 đến ngày 17 tháng 10, các chuyển vận hạm Nhật Bản đã đưa thêm 15.000 lính, bao gồm phần còn lại của Sư đoàn 2 Bộ binh và một trung đoàn thuộc Sư đoàn 38 Bộ binh, cộng thêm pháo, xe tăng, đạn dược và lương thực đến Guadalcanal. Ngày 9 tháng 10, tướng Hyakutake cũng đã đến hòn đảo chuẩn bị cho kế hoạch tấn công. Mikawa còn đưa thêm các tuần dương hạm hạng nặng đến để pháo kích sân bay Henderson. Đêm ngày 11 tháng 10, một trong các đợt pháo kích đó đã bị ngăn chặn bởi lực lượng hải quân Hoa Kỳ trong trận chiến Mũi Esperance.

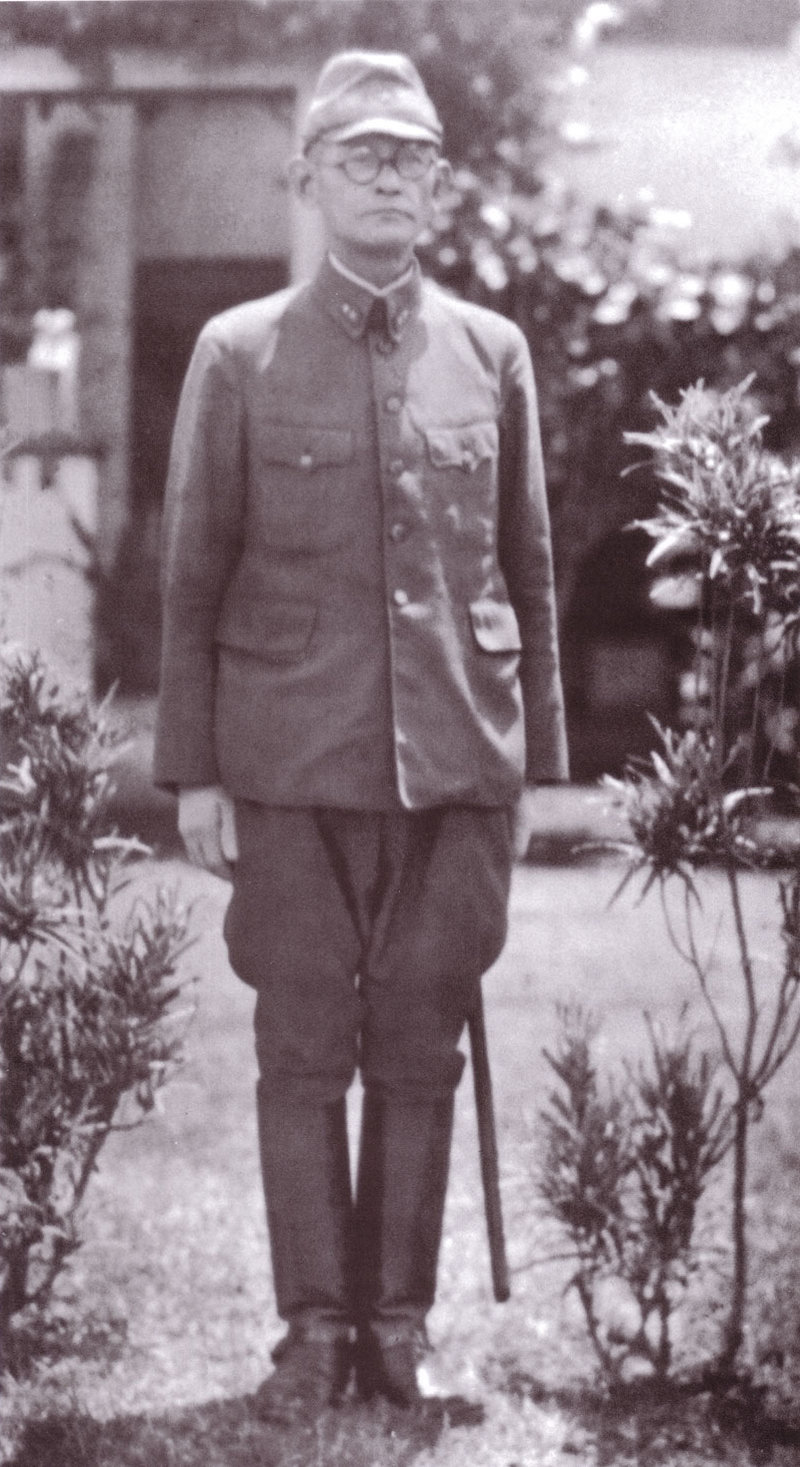
Tướng Nhật Harukichi Hyakutake đứng trước tổng hành dinh tại Rabaul trước khi lên đường đến Guadalcanal

Ngày 13 tháng 10, với ý định bảo vệ một chuyến vận tải quan trọng với sáu chiếc chuyển vận hạm chậm chạp, chỉ huy trưởng Hạm đội Liên hợp Isoroku Yamamoto đã đưa lực lượng hải quân từ Truk, chỉ huy bởi đô đốc Takeo Kurita, đến pháo kích sân bay Henderson. Lực lượng của Kurita, bao gồm các thiết giáp hạm Kongō và Haruna, một tuần dương hạm hạng nhẹ và chín khu trục hạm, đã đến Guadalcanal mà không hề bị ngăn cản gì. Lúc 1 giờ 33 phút ngày 14 tháng 10, các chiến hạm này bắt đầu cuộc pháo kích. Kết quả là trong vòng 1 giờ 23 phút, 937 quả đạn pháo đã được rót vào vành đai Lunga, hầu hết là vào khu vực có diện tích 2.200 m² quanh sân bay làm hư hại nặng hai đường băng, đốt cháy phần lớn số nhiên liệu dành cho máy bay và phá hủy 48 trên tổng số 90 máy bay của Không lực Cactus, giết chết 41 người, trong số đó có sáu thành viên phi hành đoàn thuộc Không lực Cactus.
Bất chấp việc bị tổn thất nặng nề, các nhân viên tại sân bay Henderson đã phục hồi được một đường băng trong vài giờ để các máy bay có thể hoạt động trở lại. Trong nhiều tuần sau đó, Không lực Cactus đã được nhận thêm máy bay, nhiêu liệu và thành viên phi hành đoàn để có thể đi vào hoạt động trở lại bình thường. Quan sát thấy quan Nhật chuyển ngày càng nhiều lính và hàng tiếp liệu đến hòn đảo, người Mỹ biết chắc sẽ có một cuộc tấn công mới, nhưng họ chưa biết bao giờ và ở đâu cuộc tấn công này sẽ xảy ra.

### Lực lượng đôi bên
Vì mất vị trí ở phía đông sông Matanikau, quân Nhật nhận thấy cuộc tấn công vào các vị trí phòng thủ của quân Mỹ dọc bờ biển sẽ vô cùng khó khăn. Do đó, sau khi quan sát các vị trí của quân Mỹ ở Lunga Point bởi các sĩ quan tham mưu của mình, tướng Hyakutake đã quyết định mũi tấn công chính của ông sẽ là từ phía nam sân bay Henderson. Sư đoàn 2 (được tăng viện một trung đoàn từ Sư đoàn 38), do trung tướng Masao Maruyama chỉ huy, bao gồm 7.000 quân trong ba trung đoàn bộ binh (mỗi trung đoàn gồm ba tiểu đoàn) được lệnh băng qua rừng và tấn công quân phòng thủ Mỹ từ phía nam gần bờ phía đông sông Lunga. Sư đoàn 2 được chia làm ba đơn vị: đơn vị cánh trái của thiếu tướng Yumio Nasu gồm Trung đoàn Bộ binh 29, đơn vị cánh phải của thiếu tướng Kiyotake Kawaguchi gồm Trung đoàn Bộ binh 230 (tăng viện từ Sư đoàn 38), và cuối cùng là lực lượng dự phòng do Maruyama chỉ huy gồm Trung đoàn Bộ binh 16.[e] Ngày dự tính cho cuộc tấn công là ngày 22 tháng 10. Để đánh lạc hướng sự chú ý của phía Mỹ khỏi mũi tấn công chủ yếu từ phía Nam, lực lượng pháo binh hạng nặng cùng năm tiểu đoàn bộ binh (khoảng 2.900 người) do Thiếu tướng Tadashi Sumiyoshi chỉ huy sẽ tấn công chu vi phòng thủ của quân Mỹ từ phía tây dọc theo hành lang bờ biển. Người Nhật ước tính có 10.000 lính Mỹ trên đảo, nhưng trên thực tế con số này lên đến 23.000.
Trong lúc đó, phòng tuyến Lunga được bảo vệ bởi 4 trung đoàn bộ binh bao gồm 13 tiểu đoàn. Trung đoàn Bộ binh 164 bảo vệ khu vực cực đông.[f] Mở rộng trung đoàn 164 về phía nam và phía tây qua đỉnh Edson đến sông Lunga là Trung đoàn Thủy quân lục chiến 7. Bảo vệ khu vực phía đông Lunga đến bờ biển là hai trung đoàn 1 và 5 Thủy quân lục chiến. Bảo vệ cửa sông Matanikau là hai tiểu đoàn do Trung tá William J. McKelvy chỉ huy: Tiểu đoàn 3 thuộc Trung đoàn 1 Thủy quân lục chiến và Tiểu đoàn 3 thuộc Trung đoàn 7 Thủy quân lục chiến. Lực lượng của McKelvy bị chia cắt khỏi phòng tuyến Lunga một khoảng cách được bảo vệ bởi các đơn vị tuần tra.

## Diễn biến

### Triển khai binh lực

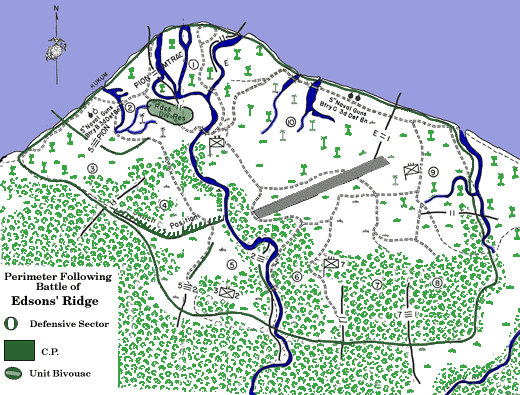
Phòng tuyến Lunga bao quanh sân bay Henderson vào tháng 9 năm 1942 trước khi được tăng viện bởi Trung đoàn Bộ binh 164. Sông Lunga chảy dọc theo trung tâm bản đồ. Sông Matanikau thì nằm ở phía trái bản đồ.

Vào ngày 12 tháng 10, một đại đội công binh Nhật Bản bắt đầu mở một con đường mòn, được gọi là "Đường mòn Maruyama", bắt đầu từ Matanikau hướng đến phần phía Nam của ngoại vi Lunga. Con đường dài 24 km (15 dặm) này trải qua một trong những địa hình phức tạp nhất trên đảo Guadalcanal: nhiều sông suối, khe sâu, đầm lầy đầy bùn, các ngọn đồi dốc đứng và rừng rậm. Từ ngày 16 đến ngày 18 tháng 10, Sư đoàn 2 bắt đầu hành quân dọc theo con đường mòn Maruyama, dẫn đầu là đơn vị của Nasu, theo sau là đơn vị của Kawaguchi và Maruyama. Mỗi người lính được lệnh mang theo một quả đạn pháo cộng với quân dụng và một khẩu súng trường.[g]
Rạng sáng ngày 20 tháng 10, Maruyama đã đến sông Lunga. Tin rằng đơn vị của mình đang ở khoảng 4 dặm (6 km) phía nam sân bay, ông ra lệnh cho hai bên sườn phải và trái đơn vị mình tiến song song về hướng bắc Lunga đến phòng tuyến Mỹ và định thời gian tấn công là 18 giờ ngày 22 tháng 10. Tuy nhiên Maruyama đã mắc sai lầm. Thực ra ông và đơn vị của mình thực tế lại đang ở vị trí 8 dặm (13 km) phía nam sân bay. Đến tối ngày 21 tháng 10, Maruyama nhận thấy rõ ràng vị trí hiện tại không thể mở cuộc tấn công vào ngày hôm sau, do đó ông ra lệnh dời ngày tấn công đến ngày 23 tháng 10 và ra lệnh cho quân lính cắt giảm nửa khẩu phần để tiết kiệm lương thực. Sập tối ngày 22 tháng 10, phần lớn lực lượng của Sư đoàn 2 vẫn còn đang len lỏi trên đường mòn Murayama nhưng Maruyama đã không ra lệnh hoãn tấn công nữa.
Trong thời gian đó, Sumiyoshi đang chuẩn bị cuộc tấn công từ phía tây. Ngày 18 tháng 10, ông ra lệnh pháo kích sân bay Henderson bằng 15 khẩu lựu pháo 150 mm. Phần còn lại của Trung đoàn 4 do Đại tá Nomasu Nakaguma chỉ huy bắt đầu tập trung lại gần Point Cruz (trên bờ biển gần phía tây Matanikau). Ngày 19 tháng 10, đại tá Akinosuka Oka dẫn 1.200 quân thuộc Trung đoàn 124 vượt sông Matanikau và bắt đầu di chuyển từ bờ sông phía đông đến vùng đất cao phía đông con sông.
Ngày 23 tháng 10, lực lượng của Maruyama vẫn đang di chuyển một cách khó khăn để vượt qua khu rừng và đến được phòng tuyến quân Mỹ. Tướng Kawaguchi đã tự ý chuyển đơn vị cánh phải của mình về hướng đông, tin rằng lực lượng phòng thủ của Mỹ ở đây yếu hơn các vị trí khác. Tướng Maruyama biết được tin này thông qua một sĩ quan tham mưu đã ra lệnh cho Kawaguchi giữ nguyên kế hoạch tấn công ban đầu. Kawaguchi từ chối và hậu quả là ông phải giao lại quyền chỉ huy cho Đại tá Toshinari Shoji, chỉ huy trưởng Trung đoàn 230. Đêm hôm đó, sau khi nhận ra cả hai lực lượng bên sườn phải và trái của mình vẫn chưa đến được vị trí xuất phát, tướng Hyakutake đã tiếp tục ra lệnh dời cuộc tấn công đến 19 giờ ngày 24 tháng 10. Cho đến lúc này phía Mỹ vẫn hoàn toàn không hay biết gì về lực lượng của Maruyama đang đến gần.
Cũng trong ngày này, Không hạm đội 11 đóng tại Rabaul của Phó đô đốc Jinichi Kusaka đã đưa 16 máy bay ném bom Mitsubishi G4M2 và 28 chiến đấu cơ A6M2 Zero đến tấn công sân bay Henderson. Phía Mỹ đã đưa 24 chiến đấu cơ F4F-4 Wildcat và 4 chiến đấu cơ P-400 Airacobra của CAF lên ngăn chặn. "Một trong những trận không chiến lớn nhất trên vùng trời Guadalcanal" đã kết thúc với kết quả CAF mất một máy bay Wildcat nhưng phi công không bị gì còn phía Nhật mất một số máy bay nhưng tổn thất thực sự thì không biết chính xác.

### Cuộc tấn công của đại tá Nakaguma
Tướng Sumiyoshi nhận được tin tức từ bộ tham mưu của tướng Hyakutake về việc thay đổi thời gian tấn công sang ngày 24 tháng 10, nhưng không thể liên lạc được với đơn vị dưới quyền để thông báo sự trì hoãn. Do đó, đêm 23 tháng 10, hai tiểu đoàn thuộc Trung đoàn 4 Bộ binh cùng chín xe tăng của Đại đội 1 Xe tăng Độc lập tung ra cuộc tấn công vào các vị trí phòng ngự của Thủy quân Lục chiến Mỹ tại cửa sông Matanikau.[h]

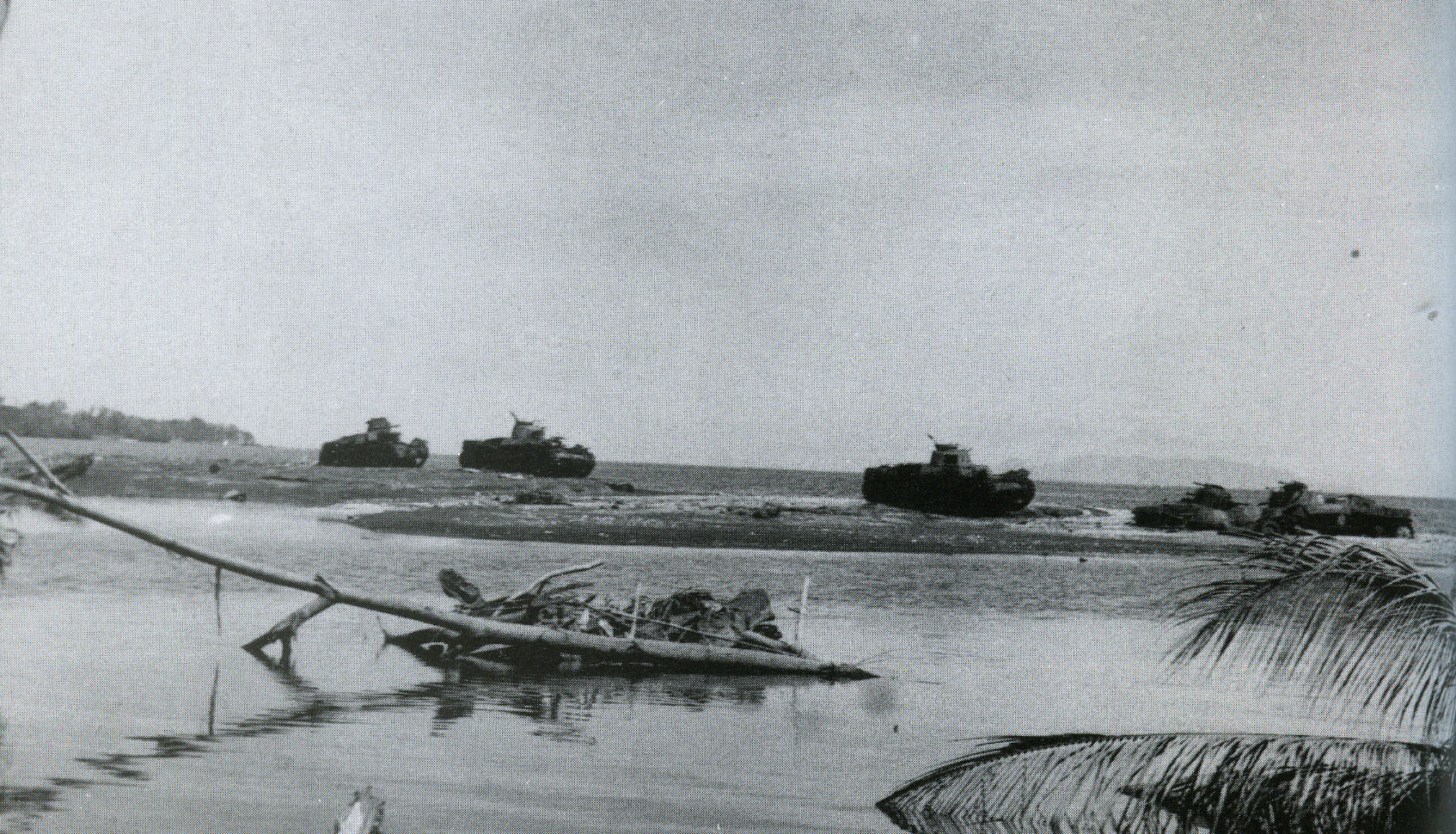
Xác xe tăng Nhật tại cửa sông Matanikau sau cuộc tấn công thất bại.

Những chiếc xe tăng của Nakaguma đã tấn công thành từng cặp vượt qua bãi cát cửa sông Matanikau phía sau hàng rào pháo binh. Pháo chống tăng 37mm và hỏa lực pháo đã nhanh chóng tiêu diệt cả chín xe tăng. Cùng thời điểm đó, bốn tiểu đoàn thuộc pháo binh Thủy quân Lục chiến, với 40 lựu pháo, đã bắn hơn 6.000 quả đạn pháo vào khu vực giữa Point Cruz và Matanikau, gây thiệt hại nặng cho những tiểu đoàn của đại tá Nakaguma đang tìm cách tiếp cận phòng tuyến Hoa Kỳ. Cuộc tấn công của Nakaguma kết thúc vào lúc 1 giờ 15 phút ngày 24 tháng 10, lực lượng Mỹ chỉ bị thiệt hại nhẹ và không bị mất bất kỳ khu vực nào.[i]
Một phần vì cuộc tấn công của Nakaguma, ngày 24 tháng 10, Tiểu đoàn 2 Trung đoàn 7 Thủy quân Lục chiến do Thiếu tá Herman H. Hanneken chỉ huy đã được đưa đến Matanikau. Sau khi phát hiện lực lượng của đại tá Oka đang áp sát các vị trí Thủy quân lục chiến tại Matanikau từ phía nam, tiểu đoàn của Hanneken được bố trí trên một đỉnh núi sườn phải đối mặt với phía nam hình thành nên một phần mở rộng liên tục của các sườn nội địa của tuyến phòng thủ Matanikau hình móng ngựa. Tuy nhiên vẫn có một khoảng cách giữa cánh trái của đơn vị Hanneken (phía đông) và phòng tuyến chính.

### Cuộc tấn công đầu tiên của tướng Maruyama
Với việc tái bố trí của tiểu đoàn Hanneken, 700 lính thuộc Tiểu đoàn 1 Trung đoàn 7 Thủy quân Lục chiến của Trung tá Chesty Puller phải một mình giữ phòng tuyến dài 2.286 m ở mặt nam phòng tuyến Lunga, phía đông sông Lunga. Đêm ngày 24 tháng 10, các lực lượng tuần tra của thủy quân lục chiến đã phát hiện ra quân của Maruyama đang tiến đến gần nhưng đã quá muộn để sắp xếp lại vị trí.

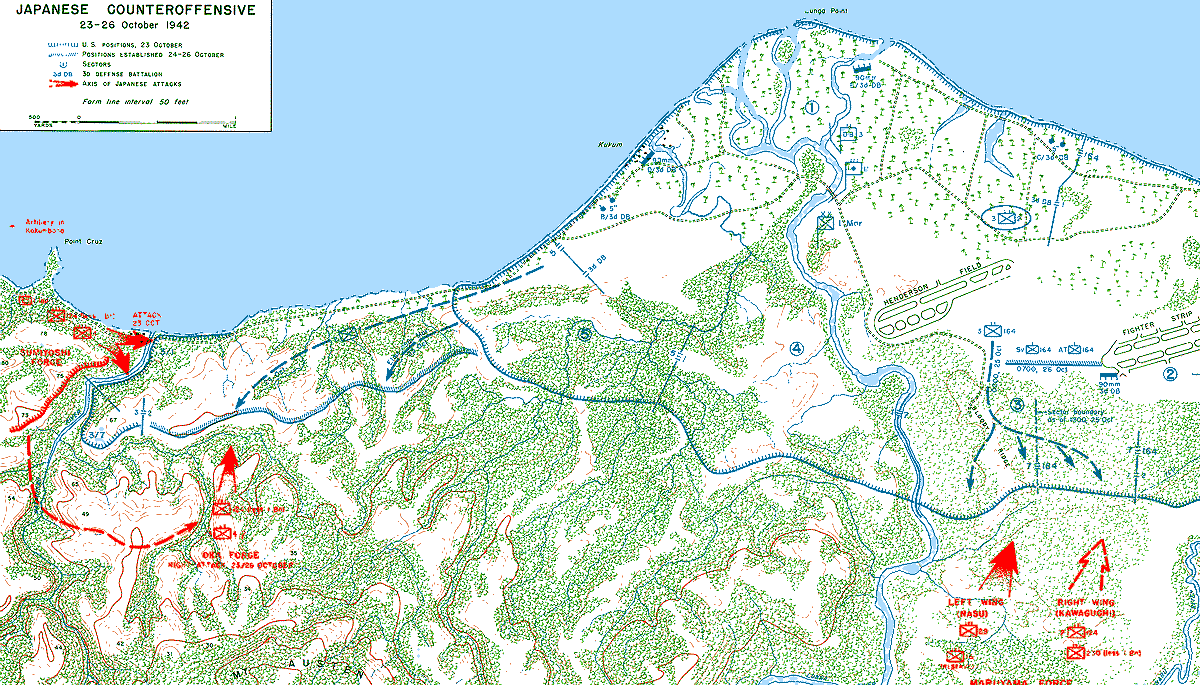
Bản đồ trận đánh, 23-26 tháng 10. Cuộc tấn công của Sumiyoshi và Oka ở phía tây Matanikau (bên trái) còn cuộc tấn công của Maruyama (Sư đoàn 2) vào phòng tuyến Lunga từ phía nam (bên phải)

14 giờ ngày 24 tháng 10, hai đơn vị phải và trái của Maruyama bắt đầu triển khai tấn công. Tuy nhiên, quân Nhật có rất ít pháo và súng cối yểm trợ cho cuộc tấn công vì hầu hết pháo hạng nặng đã phải bỏ lại trên con đường Maruyama. Từ 16 giờ đến 21 giờ, trời mưa lớn đã làm cản trở bước tiến của quân Nhật và gây ra sự hỗn loạn trong hàng ngũ lính Nhật, những người đã hoàn toàn kiệt sức sau chuyến hành quân dài băng qua rừng rậm. Đơn vị cánh phải của đại tá Shoji vô tình di chuyển song song với phòng tuyến quân Mỹ và một tiểu đoàn đã không thể tìm đường đến được phòng tuyến. Vào lúc 22 giờ, Tiểu đoàn 1, Trung đoàn 230 thuộc cánh quân của Shoji thâm nhập được vào phòng tuyến của tiểu đoàn Puller nhưng bị đẩy lùi. Tuy nhiên không biết vì lý do gì mà sĩ quan dưới quyền của Maruyama đã thông báo về cho tướng Hyakutake là lính Nhật do đại tá Shoji chỉ huy đã chiếm được sân bay Henderson. Lúc 0 giờ 50 phút ngày 25 tháng 10, tướng Hyakutake đánh điện về Rabaul, "Trước 23 giờ, đơn vị cánh phải đã chiếm được sân bay."
Cũng trong thời gian đó, các tiểu đoàn thuộc đơn vị cánh trái của tướng Nasu đã bắt đầu tiếp cận được phòng tuyến Hoa Kỳ. 0 giờ 30 phút ngày 25 tháng 10, Đại đội 11 thuộc Tiểu đoàn 3 do Đại úy Jiro Katsumata chỉ huy xông vào tấn công Đại đội A thuộc tiểu đoàn Puller. Cuộc tấn công của đại đội này đã bị chặn lại bởi hàng rào dây kẽm gai bố trí trước phòng tuyến và sau đó đến lúc 1 giờ, hỏa lực súng máy, súng cối và pháo đã giết chết gần hết đại đội của Katsumata.
Ở phía tây, lúc 1 giờ 15 phút, Đại đội 9 thuộc Tiểu đoàn 3 Nhật Bản tấn công vào Đại đội C tiểu đoàn Puller. Chỉ trong vòng 5 phút, một tiểu đội súng máy Thủy quân lục chiến do trung sĩ John Basilone chỉ huy đã tiêu diệt gần hết Đại đội 9.[k] Lúc 1 giờ 25 phút, hỏa lực pháo của Thủy quân lục chiến đã trút xuống những nhóm lính và đường tiến quân của quân Nhật, gây ra thương vong lớn. Nhận ra cuộc tấn công chính của quân Nhật đã bắt đầu, trung tá Puller đã gọi thêm quân chi viện. Lúc 3 giờ 45 phút, Đại đội 3, Trung đoàn Bộ binh 164 của Thiếu tá Robert Hall đã được đưa đến và được tăng cường dần dần vào phòng tuyến của Puller. Mặc dù trời tối và mưa lớn, những người lính Vệ binh Quốc gia đã được kịp thời bố trí vào phòng tuyến của trung tá Puller trước lúc trời sáng.
Ngay trước lúc bình minh, Đại tá Masajiro Furimiya, chỉ huy trưởng Trung đoàn Bộ binh 29, với hai đại đội thuộc Tiểu đoàn 3 cộng với các sĩ quan trong sở chỉ huy trung đoàn đã vượt qua được trận địa pháo và đến phòng tuyến Puller lúc 3 giờ 30 phút. Hầu hết số quân này bị tiêu diệt trong cuộc tấn công, tuy nhiên có 100 người lính đã vượt qua được phòng tuyến và trụ lại ở một khu vực dài 137 m và sâu 91 m ở trung tâm phòng tuyến Puller. Sau khi mặt trời mọc, Tiểu đoàn 2 thuộc trung đoàn Furimiya mới tham gia vào cuộc tấn công phòng tuyến Puller nhưng cũng bị đẩy lùi. Đến 7 giờ 30 phút, tướng Nasu quyết định cho phần lớn số quân còn lại của mình rút lui về rừng rậm và chuẩn bị cho cuộc tấn công khác vào ban đêm.
Suốt buổi sáng ngày 25 tháng 10, Tiểu đoàn Puller đã tìm và tiêu diệt những nhóm quân Nhật xâm nhập vào phòng tuyến, giết chết tổng cộng 104 lính Nhật. Cuộc tấn công đầu tiên vào phòng tuyến Lunga của tướng Maruyama đã kết thúc với hơn 300 lính Nhật bị giết. Lúc 4 giờ 30 phút sáng, tướng Hyakutake đã hủy bỏ thông báo về việc đã chiếm được sân bay nhưng đến 7 giờ sáng, ông tuyên bố rằng vẫn chưa biết kết quả cuộc tấn công của Maruyama.

### Không quân và Hải quân Nhật tấn công

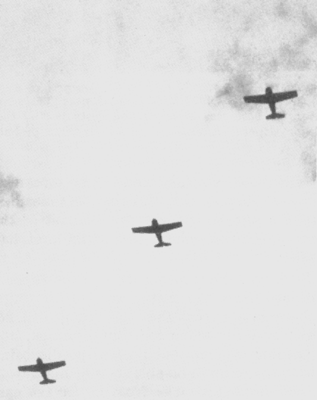
Các chiến đấu cơ F4F Wildcat của Thủy quân lục chiến Mỹ cất cánh từ sân bay Henderson tấn công quân Nhật

Hạm đội 8 của Hải quân Nhật Bản đã đưa lực lượng yểm trợ cho cuộc tấn công của lục quân tại Guadalcanal. Sau khi nhận được thông báo của tướng Hyakutake về việc đã chiếm được sân bay lúc 0 giờ 50 phút ngày 24 tháng 10, lực lượng này bắt đầu tham chiến. Tuần dương hạm hạng nhẹ Sendai và ba khu trục hạm đã tuần tra khu vực phía tây Guadalcanal để chặn đánh bất kỳ tàu nào của Đồng Minh nào muốn đến gần hòn đảo. Lực lượng Đột kích Thứ nhất với ba khu trục hạm và Lực lượng Đột kích Thứ hai bao gồm tuần dương hạm hạng nhẹ Yura và năm khu trục hạm đã đến Guadalcanal để tấn công các tàu của Đồng Minh ở bờ biển phía bắc và đông, đồng thời dùng hải pháo yểm trợ cho cuộc tấn công của lực lượng Nhật trên đảo.
Lúc 10 giờ 14 phút, Lực lượng Đột kích Thứ nhất đã đến Lunga Point và đánh đuổi hai tàu quét thủy lôi Hoa Kỳ (vốn là hai khu trục hạm cũ) Zane và Trevor, đang vận chuyển nhiên liệu máy bay đến sân bay Henderson. Các khu trục hạm Nhật sau đó đã phát hiện và đánh chìm chiếc tàu kéo Seminole và tàu tuần tra YP-284 trước khi pháo kích vào các vị trí quân Mỹ quanh Lunga Point. Lúc 10 giờ 53 phút, pháo phòng duyên của Thủy quân lục chiến đã bắn trúng và làm bị thương chiếc khu trục hạm Akatsuki và cả ba khu trục hạm Nhật Bản đã rút lui sau khi bị 4 chiến đấu cơ F4F Wildcat của Không lực Cactus (CAF) phát hiện và tấn công.
Lực lượng Đột kích Thứ hai tiến đến Guadalcanal sau khi băng qua eo biển Indispensable, đã bị 5 máy bay ném bom bổ nhào SBD Dauntless của CAF tấn công. Yura bị trúng hai quả bom phía sau tàu gần phòng động cơ, khiến nó bị ngập nước và nghiêng về phía đuôi. Khi nhận được báo cáo về cuộc tấn công, Phó Đô đốc Mikawa của Hạm đội 8 ra lệnh hủy bỏ nhiệm vụ và cho Lực lượng Đột kích Thứ hai quay trở lại. Tuy nhiên trên đường rút chạy, Yura nhiều lần trở thành mục tiêu bị không kích và kết quả là thủy thủ đoàn phải rời tàu và chiếc tàu bị đánh chìm vào lúc 21 giờ đêm hôm đó.
Trong khi đó, 82 máy bay ném bom và chiến đấu cơ thuộc Không Hạm đội 11 Nhật Bản và các hàng không mẫu hạm Junyō, Hiyō đã tấn công sân bay Henderson trong 6 đợt suốt buổi sáng. Lực lượng này đã bị đánh chặn bởi các chiến đấu cơ của CAF và hỏa lực phòng không. Kết quả là trong ngày này, phía Nhật mất 11 chiến đấu cơ, 2 máy bay ném bom và 1 máy bay trinh sát với hầu hết phi hành đoàn của các máy bay trên. Phía Mỹ mất 2 chiến đấu cơ nhưng phi công đều còn sống. Những cuộc không kích này chỉ gây thiệt hại nhẹ cho sân bay Henderson và lực lượng phòng thủ Hoa Kỳ. Người Mỹ sau đó đã gọi ngày này là "Dugout Sunday" (Hầm trú ẩn ngày Chủ nhật) vì những cuộc tấn công liên tiếp trên không, trên biển và hỏa lực pháo binh của người Nhật đã khiến quân Mỹ phòng thủ tại Lunga phải đào hố cá nhân và trú trong đó cả ngày.[l]

### Cuộc tấn công thứ hai của tướng Maruyama
Suốt buổi sáng ngày 25 tháng 10, quân Mỹ đã tái bố trí lại và tăng cường phòng thủ, chuẩn bị cho cuộc tấn công tiếp theo của quân Nhật có thể sẽ diễn ra ngay trong đêm. Ở phía tây, trung tá Hanneken cùng Trung đoàn 5 đã cho lấp kín khoảng hở giữa hai đơn vị. Dọc theo phía nam phòng tuyến, các đơn vị của trung tá Puller và đại tá Hall cũng được tái bố trí. Đơn vị của Puller trấn giữ vùng phía tây dài 1.280 m còn Trung đoàn 164 trấn giữ vùng phía đông dài 1.006 m. Đơn vị dự phòng, Đại đội 3 thuộc Trung đoàn 2 Thủy quân lục chiến được bố trí ngay sau vị trí của đơn vị Hall và Puller.
Tướng Maruyama đã đưa lực lượng dự phòng, Trung đoàn Bộ binh 16, vào lực lượng cánh trái của tướng Nasu. Từ 20 giờ ngày 25 tháng 10 cho đến sáng sớm ngày 26 tháng 10, trung đoàn 16 và những lực lượng còn lại của tướng Nasu sau cuộc tấn công ngày 24 tháng 10 đã thực hiện nhiều cuộc tấn công trực diện không thành công vào các vị trí được phòng thủ bởi các đơn vị của trung tá Puller và đại tá Hall. Hoả lực súng trường, súng máy, súng cối, pháo binh cùng hỏa lực bắn trực tiếp của các khẩu đội pháo chống tăng 37 mm đã gây ra một sự "tàn sát khủng khiếp" đối với những người lính của Nasu. Đại tá Toshiro Hiroyasu, chỉ huy trưởng Trung đoàn 16 cùng hầu hết các sĩ quan tham mưu của ông, cộng với 4 tiểu đoàn trưởng đều tử trận trong cuộc tấn công. Tướng Nasu bị trúng đạn ở ngực, về đến Bộ Tư lệnh là chết. Vài nhóm nhỏ lính Nhật đã vượt qua phòng tuyến Hoa Kỳ, trong đó có 1 nhóm được chỉ huy bởi đại tá Furimiya, nhưng tất cả đều bị săn đuổi và tiêu diệt nhiều ngày sau đó. Lực lượng cánh phải của đại tá Shoji đã không tham gia cuộc tấn công mà giữ nguyên vị trí để yểm trợ cho cánh phải của tướng Nasu trong trường hợpp bị quân Mỹ phản công, tuy nhiên điều này đã không diễn ra.

### Cuộc tấn công của đại tá Oka

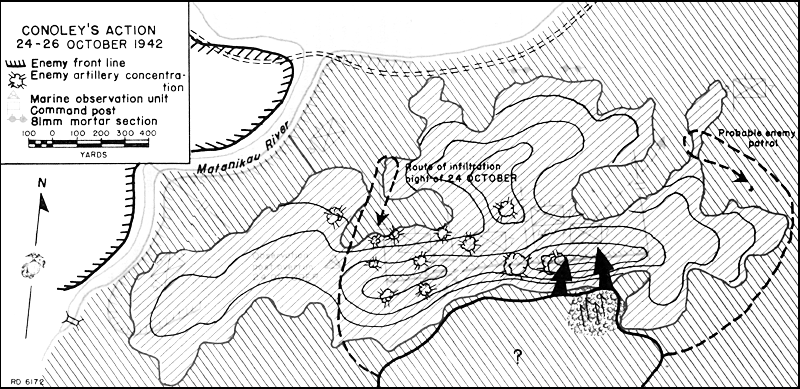
Bản đồ cuộc tấn công của đại tá Oka vào ngọn đồi trấn giữ bởi tiểu đoàn của Hanneken

3 giờ sáng ngày 26 tháng 10, đơn vị của đại tá Oka cuối cùng đã đến và bắt đầu tấn công phòng tuyến Hoa Kỳ gần Matanikau. Lính Nhật tấn công dọc dãy núi yên ngựa từ đông sang tây được trấn giữ bởi Tiểu đoàn Hanneken nhưng chủ yếu tập trung vào vị trí của Đại đội F phòng thủ cánh trái quân Mỹ trên ngọn đồi. Một tiểu đội súng máy của đại đội F do Mitchell Paige chỉ huy đã tiêu diệt nhiều lính Nhật tấn công, nhưng hầu hết các xạ thủ súng máy đều bị chết hoặc bị thương dưới hỏa lực quân Nhật. Lúc 5 giờ sáng, Đại đội 3, Trung đoàn Bộ binh 4 của Oka đã vượt qua được sườn dốc của ngọn đồi và đẩy lùi những người còn sống sót của Đại đội F ra khỏi đỉnh đồi.
Trước việc quân Nhật đã chiếm được đỉnh đồi, thiếu tá Odell M. Conoley thuộc tiểu đoàn Hanneken đã nhanh chóng tập hợp 17 người tổ chức phản công, trong đó có một nhân viên thông tin, một người phục vụ, một đầu bếp và một nhạc công. Lực lượng ô hợp này được tăng viện thêm người từ Đại đội G, C và những người còn lành lặn của Đại đội F đã nhanh chóng tiến hành tấn công để cho quân Nhật không có thời gian củng cố các vị trí phòng thủ trên đỉnh đồi. Đến 6 giờ sáng, lực lượng của Conoley đã đẩy lùi được quân Nhật ra khỏi đỉnh đồi và chấm dứt luôn cuộc tấn công của đại tá Oka. Thủy quân lục chiến Mỹ đếm được 98 xác lính Nhật trên đỉnh đồi và hơn 200 xác nữa xung quanh khu vực đó. Tiểu đoàn của Hanneken chết 14 người và bị thương 32 người.

## Kết quả

### Quân Nhật rút lui

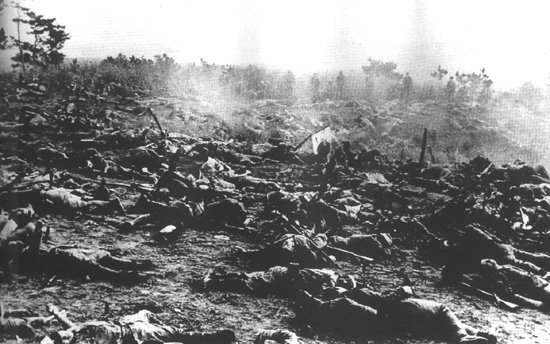
Xác lính Nhật thuộc Trung đoàn Bộ binh 16 và 29 trên chiến trường sau cuộc tấn công thất bại trong các ngày 25 và 26 tháng 10.

8 giờ sáng ngày 26 tháng 10, tướng Hyakutake quyết định chấm dứt mọi cuộc tấn công và ra lệnh cho lực lượng của ông rút lui. Lính của Maruyama đã cho cứu chữa những người bị thương gần phòng tuyến Mỹ trong đêm 26-27 tháng 10 và sau đó rút về rừng sâu. Quân Mỹ cũng tiến hành chữa thương và cho chôn hoặc thiêu một cách nhanh chóng xác 1.500 lính Nhật phía trước phòng tuyến của Pullers và Hall. John E. Stannard, một lính Mỹ chứng kiến cảnh tượng sau trận đánh đã kể lại, "Cảnh tượng chiến trường để lại khiến cho chỉ những người lính đã từng chiến đấu tại đây mới có thể hiểu và nhìn cảnh tượng này mà không sợ hãi". Một người lính sau khi đi vòng quanh xác lính Nhật, đã nói với đồng đội: 'Lạy chúa, cảnh gì thế này. Xác lính Nhật trải dài dọc theo góc bìa rừng đến cả nửa dặm.'"
Khoảng phân nửa những người sống sót trong lực lượng của Maruyama (lực lượng cánh trái) được lệnh rút lui về phía trên thung lũng Matanikau trong khi Trung đoàn 230 Bộ binh dưới quyền chỉ huy của Đại tá Toshinari Shōji (lực lượng cánh phải) được cho rút về Koli Point, phía Đông ngoại vi Lunga. Những người còn sống sót thuộc lực lượng của Maruyama, đã phải nhịn đói từ vài ngày trước đó, bắt đầu cuộc rút lui từ ngày 27 tháng 10. Trên đường đi, nhiều người đã ngã gục vì kiệt sức hoặc vì thương tích và được chôn ngay trên đường mòn Maruyama. Trung úy Keijiro Minegishi, người đã tham gia cuộc rút quân này, viết lại trong nhật ký, "Tôi không bao giờ nghĩ rằng mình lại rút lui trên chính con đường núi vượt rừng mà mình đã vượt qua với biết bao phấn khởi... chúng tôi đã không ăn gì suốt ba ngày qua, làm cho thậm chí cả việc đi được cũng trở nên khó khăn. Trên ngọn đồi, cơ thể tôi cứ lắc lư liên hồi và không cách nào đi tiếp được. Cứ 2m đường đi, tôi lại phải ngồi nghỉ một lần."
Lực lượng dẫn đầu của Sư đoàn 2 đã đến Bộ chỉ huy Quân đoàn 17 tại Kokumbona, phía tây Matanikau ngày 4 tháng 11. Cùng ngày hôm đó, đơn vị của Shoji đến được Koli Point và đóng trại tại đây. Bị tiêu hao do chết và thương vong trong chiến đấu, thiếu ăn và bệnh tật vùng nhiệt đới, Sư đoàn 2 không còn khả năng tác chiến trong các hoạt động tấn công sắp tới và chỉ được dùng để phòng ngự dọc bờ biển trong suốt thời gian còn lại của chiến dịch. Sau đó vào tháng 11, lực lượng Hoa Kỳ đã đẩy lùi đơn vị của Shoji từ Koli Point đến Kokumbuna. Chỉ còn 700 trong tổng số ban đầu 3.000 người thuộc đơn vị của Shoji trở về được Kokumbuna.

### Trận chiến quần đảo Santa Cruz
Trong khi các đơn vị của Hyakutake đang tấn công ngoại phạm vi Lunga, các hàng không mẫu hạm Nhật cùng các tàu chiến lớn khác dưới sự chỉ đạo chung của Đô đốc Isoroku Yamamoto đã tiến đến một vị trí gần phía Nam quần đảo Solomon. Từ nơi này, lực lượng Hải quân Nhật hy vọng tiếp chiến và đánh bại mọi lực lượng hải quân Đồng Minh (chủ yếu là Mỹ), đặc biệt là lực lượng hàng không mẫu hạm, có ý định phản công lại cuộc tấn công trên bộ của Hyakutake. Lực lượng hải quân Đồng Minh trong khu vực, giờ đây dưới quyền chỉ huy của Đô đốc William Halsey, Jr., người đã thay thế Ghormley vào ngày 18 tháng 10, cũng hy vọng sẽ giáp chiến cùng Hải quân Nhật trong trận này Lực lượng hải quân Đồng Minh trong khu vực, giờ đây dưới quyền chỉ huy của Đô đốc William Halsey, Jr., người đã thay thế Ghormley vào ngày 18 tháng 10, cũng hy vọng sẽ giáp chiến cùng Hải quân Nhật trong trận này.
Hai lực lượng hàng không mẫu hạm đối đầu nhau vào buổi sáng ngày 26 tháng 10, sau này được biết đến như là Trận chiến quần đảo Santa Cruz. Sau khi tung vào nhau các đợt không kích bằng máy bay trên hàng không mẫu hạm, các tàu nổi Đồng Minh buộc phải rút lui khỏi chiến trường sau khi hàng không mẫu hạm Hornet bị đánh chìm và chiếc Enterprise duy nhất còn lại bị hỏng nặng. Tuy nhiên, lực lượng hàng không mẫu hạm Nhật cũng phải rút lui do chịu tổn thất nặng về máy bay và đội bay, cũng như hư hại đáng kể cho hai tàu sân bay. Cho dù đây là một thắng lợi chiến thuật rõ ràng cho phía Nhật Bản xét về số lượng tàu chiến bị đánh chìm và hư hại, hầu hết những tổn thất của các đội bay dày dạn chinh chiến của Nhật là không thể bù đắp được, trở thành một lợi thế chiến lược lâu dài cho phía Đồng Minh, khi tổn thất về phi công của họ trong trận này tương đối thấp.

### Các sự kiện tiếp theo

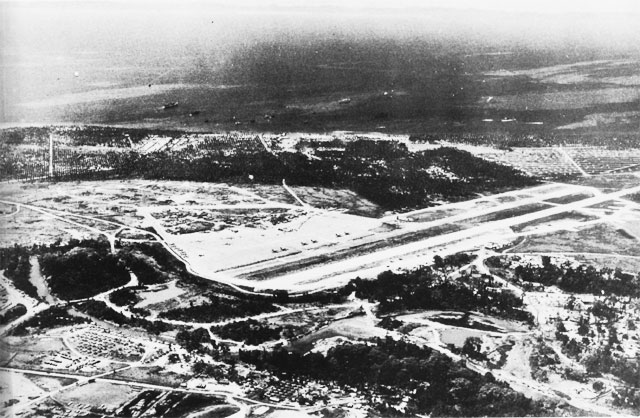
Sân bay Henderson vào tháng 8 năm 1944, lúc này đã trở thành một căn cứ không quân mạnh.

Mặc dù cuộc tấn công của Lục quân Nhật vào phòng tuyến Lunga đã hoàn toàn thất bại, người Nhật vẫn quyết tâm không từ bỏ cuộc chiến tại Guadalcanal. Với quyết tâm chiếm cho bằng được sân bay Henderson, lục quân và hải quân Nhật đã gửi thêm Sư đoàn Bộ binh 38 của tướng Tadayoshi Sano tăng cường cho Quân đoàn 17, cùng với Sư đoàn Bộ binh 51 vào tháng 11 năm 1942.
Theo kế hoạch, các thiết giáp hạm Nhật sẽ pháo kích sân bay Henderson và cho các chuyển vận hạm đưa Sư đoàn 38 và vũ khí hạng nặng lên bờ. Tuy nhiên, lực lượng này đã bị Hải quân Hoa Kỳ chặn đánh. Hải chiến Guadalcanal kéo dài từ ngày 13 đến 15 tháng 11 đã khiến cho các thiết giáp hạm Nhật không thể pháo kích sân bay Henderson và hầu hết các chuyển vận hạm đang chở lính, đạn dược, lương thực, thuốc men bị tiêu diệt. Chỉ có khoảng 2.000–3.000 lính Nhật đổ bộ được lên bờ. Do thất bại không chuyển được phần lớn binh lực và tiếp liệu cần thiết, quân Nhật buộc phải hủy bỏ kế hoạch tấn công sân bay Henderson trong tháng 11 như đã dự tính. Cuối cùng, Bộ Tư lệnh Nhật Bản đã quyết định lệnh rút lui khỏi Guadalcanal vào đầu tháng 2 năm 1943, kết thúc chiến cuộc giành giật đảo Guadalcanal với thảm bại của quân đội Nhật.

### Trích dẫn
1. ↑  John Jr. Miller 1949, tr. 143 và Richard B. Frank 1990, tr. 338
2. ↑  Frank O. Hough, tr. 323 và John Jr. Miller 1949, tr. 139.
3. 1 2 3  Frank O. Hough, tr. 337.
4. ↑  Richard B. Frank 1990, tr. 364-365.
5. ↑  Frank O. Hough, tr. 365.
6. ↑  Frank O. Hough, tr. 235–236
7. ↑  Samuel Eliot Morison 1958, tr. 14-15 và Henry I. Shaw 1992, tr. 18
8. ↑  Samuel B. Griffith 1963, tr. 96-99, Paul S.Dull 1978, tr. 225, John Jr. Miller 1949, tr. 137-138.
9. ↑  Frank O. Hough, tr. 202, 210-211
10. ↑  Frank O. Hough, tr. 141–143, 156–158, 228–246 và 681
11. ↑  Michael T. Smith 2000, tr. 132 và 158, Gordon L. Rottman 2005, tr. 61, Samuel B. Griffith 1963, tr. 152, Frank O. Hough, tr. 224, 251–254, 266–268 và 289–290 và Paul S.Dull 1978, tr. 225-226
12. ↑  Gordon L. Rottman 2004, tr. 71
13. ↑  Samuel B. Griffith 1963, tr. 156 và Michael T. Smith 2000, tr. 198-200
14. ↑  Richard B. Frank 1990, tr. 270 và Michael T. Smith 2000, tr. 204
15. ↑  Michael T. Smith 2000, tr. 204-215, Richard B. Frank 1990, tr. 269-290, Samuel B. Griffith 1963, tr. 169-176 và Frank O. Hough, tr. 318-322
16. ↑  Richard B. Frank 1990, tr. 293-297, Samuel Eliot Morison 1958, tr. 147-149, John Jr. Miller 1949, tr. 140-142 và Paul S.Dull 1978, tr. 225.
17. ↑  Paul S.Dull 1978, tr. 226-230, Richard B. Frank 1990, tr. 289-330, Samuel Eliot Morison 1958, tr. 149-171, Frank O. Hough, tr. 322 và Gordon L. Rottman 2005, tr. 61.
18. ↑  Richard B. Frank 1990, tr. 315-320, 171-175, Frank O. Hough, tr. 326-327.
19. ↑  Frank O. Hough, tr. 328-329, Richard B. Frank 1990, tr. 319-321.
20. ↑  Henry I. Shaw 1992, tr. 34 và Gordon L. Rottman 2005, tr. 63
21. ↑  Gordon L. Rottman 2005, tr. 61, Richard B. Frank 1990, tr. 328-340, Frank O. Hough, tr. 329-330 và Samuel B. Griffith 1963, tr. 186-187.
22. ↑  Samuel B. Griffith 1963, tr. 186-190, Richard B. Frank 1990, tr. 343-344, Frank O. Hough, tr. 328-329 và John Jr. Miller 1949, tr. 144-146.
23. ↑  John Jr. Miller 1949, tr. 155, Richard B. Frank 1990, tr. 339-341, Frank O. Hough, tr. 330, Gordon L. Rottman 2005, tr. 62, Samuel B. Griffith 1963, tr. 187-188, Jersey Stanley Coleman 2008, tr. 267, 274.
24. ↑  Frank O. Hough, tr. 330-332, Richard B. Frank 1990, tr. 342-345, Samuel B. Griffith 1963, tr. 193 và Jersey Stanley Coleman 2008, tr. 283.
25. ↑  Gordon L. Rottman 2005, tr. 62, Richard B. Frank 1990, tr. 342-344, Frank O. Hough, tr. 330-332, Samuel B. Griffith 1963, tr. 186-193 và John Jr. Miller 1949, tr. 159-160.
26. ↑  Samuel B. Griffith 1963, tr. 193, Richard B. Frank 1990, tr. 346-348 và Gordon L. Rottman 2005, tr. 62.
27. ↑  John Jr. Miller 1969, tr. 143-144
28. ↑  Frank O. Hough, tr. 332-333, Richard B. Frank 1990, tr. 349-350, Gordon L. Rottman 2005, tr. 62-63 và Samuel B. Griffith 1963, tr. 195-196.
29. ↑  Oscar E. Gilbert 2001, tr. 49, John Jr. Miller 1949, tr. 157-158, Richard B. Frank 1990, tr. 349-350, Frank O. Hough, tr. 332 và Samuel B. Griffith 1963, tr. 195-196.
30. ↑  Samuel B. Griffith 1963, tr. 196, Richard B. Frank 1990, tr. 351-352 và Frank O. Hough, tr. 333.
31. ↑  Henry I. Shaw 1992, tr. 37, Richard B. Frank 1990, tr. 348-352 và Frank O. Hough, tr. 333.
32. 1 2  Richard B. Frank 1990, tr. 353-354.
33. ↑  John Jr. Miller 1949, tr. 160-162.
34. ↑  Samuel B. Griffith 1963, tr. 197-198.
35. ↑  Richard B. Frank 1990, tr. 354-355, Frank O. Hough, tr. 334.
36. ↑  Richard B. Frank 1990, tr. 355 và Frank O. Hough, tr. 334-335.
37. ↑  Samuel B. Griffith 1963, tr. 198, Richard B. Frank 1990, tr. 355-356, Frank O. Hough, tr. 334-335 và John Jr. Miller 1949, tr. 160-163.
38. ↑  Richard B. Frank 1990, tr. 356 và Frank O. Hough, tr. 334-335.
39. ↑  Richard B. Frank 1990, tr. 356-358.
40. ↑  John Jr. Miller 1969, tr. 145-146, Richard B. Frank 1990, tr. 357 và Frank O. Hough, tr. 201-202.
41. ↑  Samuel B. Griffith 1963, tr. 201-202, Richard B. Frank 1990, tr. 357-359 và John Jr. Miller 1969, tr. 147.
42. ↑  Richard B. Frank 1990, tr. 360-361, Samuel B. Griffith 1963, tr. 201-202 và John Jr. Miller 1969, tr. 147-149.
43. ↑  John B. Lundstrom & 2005 (Tái bản), tr. 343-352, Richard B. Frank 1990, tr. 359-361, John Jr. Miller 1969, tr. 146-151 và Frank O. Hough, tr. 335-336.
44. ↑  John Jr. Miller 1949, tr. 164, Richard B. Frank 1990, tr. 361 và Frank O. Hough, tr. 336.
45. 1 2  Richard B. Frank 1990, tr. 361-362.
46. ↑  Frank O. Hough, tr. 336.
47. ↑  Samuel B. Griffith 1963, tr. 203-204.
48. 1 2  John L. Zimmerman 1949, tr. 122-123.
49. 1 2  Richard B. Frank 1990, tr. 363-364.
50. 1 2  Samuel B. Griffith 1963, tr. 204.
51. ↑  Jersey Stanley Coleman 2008, tr. 292, John Jr. Miller 1949, tr. 166 và Richard B. Frank 1990, tr. 364.
52. ↑  Richard B. Frank 1990, tr. 406.
53. ↑  Richard B. Frank 1990, tr. 407.
54. ↑  Richard B. Frank 1990, tr. 418, 424 và 553.
55. ↑  Samuel Eliot Morison 1958, tr. 199-207; Richard B. Frank 1990, tr. 368-378 và Paul S.Dull 1978, tr. 235–237
56. ↑  Paul S.Dull 1978, tr. 237–244; Richard B. Frank 1990, tr. 379–403; và Samuel Eliot Morison 1958, tr. 207–224
57. ↑  Gordon L. Rottman 2005, tr. 63-64 và Richard B. Frank 1990, tr. 404-406.
58. ↑  Richard B. Frank 1990, tr. 484–488, 527
59. ↑  Gordon L. Rottman 2005, tr. 64
60. ↑  Oscar E. Gilbert 2001, tr. 48–49
61. ↑  "Medal of Honor recipients". World War II (A - F). United States Army Center of Military History. ngày 8 tháng 6 năm 2009. Lưu trữ bản gốc ngày 16 tháng 6 năm 2008. Truy cập ngày 8 tháng 6 năm 2009.